# Preben Palsgård
Preben Palsgård (født 19. september 1952) er en dansk bugtaler.
Han har optrådt som bugtaler siden 1969, men blev først rigtig kendt, da han medvirkede i TV i Tetlet i 1981. Her optrådte han for første gang med den talende sko og med Niels Hovgaard som dukke. Han har gennem årene mest optrådt ved firmafester, foreningsfester, skoler, institutioner etc., og har også rejst med cirkus (1976 Arli, 1977 Dannebrog, 2005 og 2006 Cirkus Krone, 2008 Cirkus Arena i Norge, 2009 Cirkus Skratt-Sverige og Zirkus Nemo, 2010 Cirkus Skratt-Sverige, 2011 Sct. Galler Weihnachtszirkus, 2012/2013 Clowns und Kalorien, Schweiz, 2014-2015-2016 Cirkusland, Slagelse) samt medvirket i flere revyer. Han har optrådt flere gange i Grønland og på Færøerne.
Har desuden udsendt LP'en LOGR! i 1982 og bogen: Du bevæger læberne, Preben i 1986.
Han er også kendt for at have opfundet 'fartelefanten' i Fjellerup, en elefantskulptur, som vinker med snabelen til de trafikanter, som passerer med under 50 km/t; en vellykket[kilde mangler] hastighedsbegrænsning som samtidig spreder glæde.